# Parc national Cumbres de Monterrey
Le parc national Cumbres de Monterrey (en espagnol : Parque nacional Cumbres de Monterrey) a été créé le 24 novembre 1939 par décret du président d'alors Lázaro Cárdenas del Río, comptant à l'époque avec une 246 500 hectares, il était à l'époque le plus grand parc du Mexique. Par un décret de redéfinition en 2000, sa superficie a été réduite à 177 395,95 hectares. Ce parc a été créé pour la conservation de la flore et de la faune, que la croissance de la métropole de Monterrey  menace.

## Géographie

### Localisation
Le parc est situé dans la Sierra Madre orientale, dans la partie correspondant à l'État mexicain de Nuevo León, son territoire étant situé dans les municipalités de San Pedro Garza García, Monterrey, Montemorelos, Rayones, Santiago, Allende et Santa Catarina .

### Orographie
Situé dans la Sierra Madre orientale, le parc doit son nom aux montagnes qui le composent et qui forment une série de canyons et de cascades, parmi lesquelles se détachent les cascades de Cola de Caballo et d'El Chipitín.

### Hydrographie
Ce parc fait partie de la région hydrologique du Rio Bravo, dans lequel se trouvent les bassins des rivières Pesquería, Ramos, Santa Catarina et San Juan . C'est la Santa Catarina qui se démarque car celle possède le plus grand bassin versant de la région.

### Climat
Dans les régions les plus élevées, le climat est tempéré et les chutes de neige se produisent généralement en hiver, les étés sont chauds.

## Flore et faune

### Flore
La flore du lieu est divisée en deux grandes zones:
La Huasteca, située au nord de l'endroit et caractérisée par sa faible végétation broussailleuse . Les espèces trouvées sont l'agave, Cordia boissieri, Leucophyllum frutescens et le yucca, pour ne citer que les principales.
Dans la zone sud; En raison de son élévation, il y a des prairies et des forêts de conifères tempérées, parmi lesquelles se distinguent les pins, les chênes et les noyers.

### Faune
La faune du parc est située à la frontière entre le nord et les tropiques, on peut trouver des espèces liées au climat tropical et tempéré au sud et au nord, celles qui résistent le plus au climat aride qui caractérise cette région. Le parc abrite environ 22 espèces de mammifères et 120 espèces d'oiseaux . Les espèces à connaître sont: Parmi les mammifères, on trouve l'ours noir, le cerf de Virginie, le pécari à collier, le renard gris et certains félins comme le couguar, le lynx, le jaguar et le lynx roux. Parmi les oiseaux figurent: le faucon pèlerin et l'épervier à queue rousse, tous deux sous protection car en danger d'extinction; le conure à front brun, l'amazone à joues vertes et la tourterelle à ailes blanches,.

## Attractions du lieu
De par ses caractéristiques, le parc national Cumbres de Monterrey est idéal pour la pratique des sports de montagne.  Le parc écologique de Chipinque est situé dans le Cerro de Chipinque, dans la municipalité de San Pedro Garza García .

## Préservation
Le 23 août 1998, avec le secrétaire à l'environnement et aux ressources naturelles (SEMARNAT), il a annoncé des programmes pour la protection du parc national Cumbres de Monterrey. En décembre 2006, le plan de gestion a été mis à jour,.